# 1025 (عدد)
1025 هو عدد صحيح، يلي العدد 1024 ويسبق العدد 1026.

## في الرياضيات

### خصائص
- عدد طبيعي.[3]
- عدد فردي.[4][5]
- عدد موجب،[6] السالب منه هو -1025.[7]

## في التاريخ
- 1025 هـ هي سنة في التقويم الهجري.
- هي سنة 1025 م في التقويم الميلادي.

## وصلات خارجية
الأعداد الصاتمة، ديوان اللغة العربية.